# Pat LaFontaine
Patrick Michael LaFontaine, detto Pat (Saint Louis, 22 febbraio 1965), è un ex hockeista su ghiaccio statunitense.

## Biografia
Nel corso della sua carriera ha giocato con Detroit Compuware (1981/82), Verdun Juniors (1982-1984), New York Islanders (1983-1991), Buffalo Sabres (1991-1997) e New York Rangers (1997/98).
Con la nazionale statunitense ha partecipato alle Olimpiadi invernali 1984, alle Olimpiadi invernali 1988, ai campionati mondiali 1989, a due edizioni della Canada Cup (1987 e 1991) e alla World Cup del 1996. Nel 1995 ha ottenuto il Bill Masterton Trophy. Nel 2003 è stato inserito nella Hockey Hall of Fame.